# 285 до н. е.

## Події
- Птолемей ІІ стає співправителем Єгипту разом з батьком Птолемеєм I.

## Померли
- Рінтон — давньогрецький драматург.